# Karsten Jensen
Karsten Jensen er en tidligere dansk fodboldspiller, der spillede det meste af karrieren som angriber for Næstved BK. I sæsonen 06/07 indtil nu har været den mest målscorende (29/5-07) med 14 mål i 26 kampe. Samlet er han også den mest scorende spiller for Næstved BK med 114 mål i 182 kampe.
I 2007 skiftede Karsten Jensen til tyske Rot-Weiss Essen, men allerede efter en uge fik han ophævet sin kontrakt af personlige årsager. Han vendte derpå tilbage til Næstved.
Med sine 156 scoringer for Næstved var han blot ét mål for at slå målscorings rekorden fra den gamle Næstved legende Mogens Hansen.
Karsten Jensen har rygnummeret 11, når han spiller på banen for Næstved, hvor han desuden var anfører.

## Mål
| Sæson     | Kampe | Mål | Gns. |
| --------- | ----- | --- | ---- |
| 2000/2001 | 20    | 4   | 0,25 |
| 2001/2002 | 33    | 11  | 0,33 |
| 2002/2003 | 32    | 24  | 0,75 |
| 2003/2004 | 30    | 27  | 0,90 |
| 2004/2005 | 14    | 10  | 0,71 |
| 2005/2006 | 29    | 23  | 0,93 |
| 2006/2007 | 26    | 14  | 0,54 |